# Архиепископ и митрополит карловачки Георгије
Георгије Бранковић (Кулпин, 1830 — Сремски Карловци, 1907) био је српски православни епископ темишварски од 1882. до 1890. године, a потом архиепископ и митрополит карловачки од 1890. до 1907. године.
Био је први тајни саветник аустроугарског цара Франца Јозефа I, витез Великог крста Леополдовог реда, носилац царског ордена Гвоздене круне првог степена, српских Ордена белог орла и Св. Саве првог степена и кнежевског црногорског Даниловог ордена првог степена, члан угарског Горњег дома и хрватског Земаљског сабора, некадашњи управитељ сомборске Препарандије, почасни грађанин Сомбора и Карловаца, један од највећих српских добротвора у националној историји.

## Школовање и улазак у редове свештенства
Георгије (Ђорђе) Бранковић рођен је 13. марта 1830. године у бачком селу Кулпину. Отац Тимотеј је био месни парох, а мајка Јелисавета пореклом из угледне сомборске фамилије Бикаров. Полазећи 1833. године да Божју службу врши у Сенти, Тимотеј је повео и своју породицу. Ђорђе је тамо од 1836. до 1840. године похађао и завршио основну школу. Школовање је наставио у Старом Врбасу, где се од 1809. године налазила Приватна латинска школа, која 24. јуна 1822. прераста у Сениоратску евангелистичку нижу гимназију. Прва четири разреда свршио је од 1841. до 1844. године, а као најбољи ученик добио је на дар „Кошутов златни дукат“. Пети и шести разред окончао је у Баји, а 1847. и 1848. године учио је и на тзв. филозофској школи у Нађкерешу. У револуционарној 1848. години Ђорђе Бранковић напушта ђачке скамије те постаје сенћански варошки подбележник. То траје до октобра 1852. године, када је решио да упише богословску школу у Сремским Карловцима. Као и пре, Бранковић се интелигенцијом и марљивошћу уврстио у ред најбољих ученика, завршивши са одличним успехом ову школу у јулу 1855. године. Недуго после тога га је зађаконио тадашњи епископ бачки Платон Атанацковић (1788—1867), иначе преводилац неколико књига Библије, противник Вуковог правописа и потоњи председник Матице српске (од 1864. до 1867). Ђорђе је тако постао ђакон на првој архијерејској служби у обновљеној катедралној цркви новосадској (6. децембра 1855). Само недељу дана касније, Георгије Бранковић је са Јеленом Тешић из Сенте ступио пред олтар и примио Божју благодат оличену у једној од седам светих тајни - браку. Епископ Платон га је примио у конзисторијалну писарницу, а о Божићу 1856. и запопио и доделио већ остарелом и онемоћалом Тимотеју за капелана. Још као веома млад свештеник имао је велику част да га епископ на Преображење (19. августа 1859) произведе у чин сомборског пароха и протопрезвитера.

## Служба у Сомбору
Сомбор је тада била лепа војвођанска варош, привредни и културни центар данашње западне Бачке, богата општина која је желела да има свога проту, па је дала изјаву епископу Платону, да ће онога признати за свога првога пароха, који буде постављен за протопрезвитера сомборског. Георгије Бранковић је већ уочи прве недељне службе посетио све три цркве у Сомбору, основне школе и варошку болницу, те тако означио поље на ком ће делати. Захваљујући ревности младог проте, у Сомбору се, више него у било ком другом српском месту на просторима Аустроугарске, славило име Господње. У цркви је задржао онај добар ред, који је заостао од проте Василија Ковачића, јер је сваки дан држао цело правило, дакле и саму литургију, која је у то време у целој јерархији нашој посведневно само у Сомбору држана. При богослужењу увео је добар ред и лепо појање, особито у недељне и празничне дане. Често је проповедао и проповеди су му биле веома вешто сачињене и у чисто јеванђеоском духу. Још тада Бранковић показује интересовање и за друге сфере друштвеног живота и јавног рада, не ограничавајући се искључиво на духовна питања. Показао се као најврснији члан црквене и градске општине и бачке жупаније, држећи надахнуте, а истовремено одмерене говоре и дајући зреле предлоге. Тако је држањем својим и умешношћу задобио велику љубав и поверење код многобројних тада званичника у Сомбору и околини.
Све ово је условило да „Земаљски школски савет“ у Темишвару 1862. године на место пароха и катихете Уроша Стојшића за управитеља српске учитељске школе у Сомбору наименује управо Георгија Бранковића, чиме отпочиње најплоднији период сарадње између српске православне цркве и српске Препарандије у Сомбору. Захваљујући његовом прегнућу црквена општина сомборска је на месту старе и за учење већ неподесне школске зграде, у којој се настава одвијала још од 1780. године, у порти православне цркве подигла нову, која је у свом склопу имала две учионице, зборницу, архиву и библиотеку. После више од три деценије и ова зграда је престала да одговара својој намени, па је Георгије Бранковић, тада већ српски архиепископ, 1895. године подарио учитељској школи нови дом. Налазио се на венцу Радомира Путника и у њему су учитељи учитеља предавали све до 1948. године. Под куполом куле је стајао натпис исписан златним словима Георгије Бранковић, Патријарх, Народу Српском, а код улаза се налазила гранитна црна плоча са грбом Патријаршије српске и текстом:
ЗДАЊЕ ОВО ПРАВОСЛАВНЕ СРПСКЕ ВЕРОИСПОВЕДНЕ УЧИТЕЉСКЕ ШКОЛЕ ПОДИГАО ЈЕ ГЕОРГИЈЕ БРАНКОВИЋ 

АРХИЕПИСКОП КАРЛОВАЧКИ, МИТРОПОЛИТ И ПАТРИЈАРХ СРПСКИ, БИВШИ ОКРУЖНИ ПРОТА И ПАРОХ СОМБОРСКИ, КАО И УПРАВИТЕЉ ТЕ УЧИТЕЉ-

СКЕ ШКОЛЕ, ЗА ВРЕМЕ СРЕЋНЕ ВЛАДАВИНЕ ЊЕГОВОГ ЦАРСКОГ И АПОСТОЛСКОГ КРАЉЕВСКОГ ВЕЛИЧАНСТВА ФРАНЦА ЈОСИФА I-ОГ И ПРЕДАО ПРАВОСЛАВНОЈ СРПСКОЈ ЦРКВЕНОЈ 

ОПШТИНИ СОМБОРСКОЈ У АМАНЕТ, КАО ЗНАК СВОЈЕ 

ЉУБАВИ ПРЕМА НАРОДНОЈ ПРОСВЕТИ, ГОДИНЕ 1895.

Георгије Бранковић је био глава ове угледне и за српски народ веома битне установе до 1872. године. Међутим, пошто је Српски народно-црквени сабор одржан 1871. године, водећи се XXXVIII угарским законским чланком из 1868, све православне српске народне школе, па самим тим и Учитељску школу у Сомбору, ставио под непосредну власт српског народно-црквеног Школског одбора у Сремским Карловцима, Бранковић је са места патријарха бринуо о реду и напретку ове институције све до своје смрти 1907. године. Исти Сабор је продужио трајање течаја у Учитељској школи на три године.
Почев од 1861. па до 1879. године, а потом и 1881, прота Бранковић је биран за представника свештенства Сомборског округа (сомборско-стапарско-суботичког изборног среза) на свим српским народно-црквеним саборима, учествујући увек и у раду Саборског Одбора као највреднији члан свештенства, старајући се о напредном уређењу и бољитку цркве и школе, свештенства и учитељства. Тако је присуствовао Сабору из 1865. године на ком је дошло до првог озбиљнијег сукоба представника народа и јерархије, јер је Светозар Милетић затражио да народ добије већи уплив у управљању Саборима, са чиме се јерархија није сложила. На првом аутономном Сабору из 1869. године, када је патријарх по први пут председавао без присуства краљевског комесара, Милетић је инсистирао да се патријарху то право одузме. Већ следеће године је вођа народне странке успео да прогура предлог Устројства сабора у 26 чланова, што је био корак ка моменту када би Сабор могао да преузме сву црквену власт. Георгије Бранковић је пре избора (за патријарха-прим. Р. Ж.) био више уз народну странку, али касније се то мења, па ће он све до краја живота бити неправедно проглашаван за највећег непријатеља аутономије. Бранковићева делатност је на најбољи начин демантовала те увек страначки обојене оптужбе.
Георгије Бранковић је у Сомбору почео да плете венац својих доброчинстава, уврстивши се у ред највећих српских добротвора. Остало је забележено да је на ползу народа дао више него сви поглавари Карловачке митрополије после Стефана Стратимировића заједно. На његову иницијативу је епископ бачки Платон Атанацковић основао задужбину „Платонеум“. Бранковић је марљиво прикупљао сва дуговања која су учињена овој институцији, па су у једном моменту њена новчана средства достигла суму од 22.000 форинти, што је било довољно да се стипендира петнаест сиромашних приправника у Учитељској школи. Томе треба додати податак да је Бранковић властитим средствима сваке године давао материјалну потпору још неколицини вредних а сиромашних ученика. Прикупљао је милостињу и потпору за српске цркве и школе, а његовим залагањем сомборска општина је сакупила 40.000 форинти и тиме финансирала нов иконостас са позлатом, дело академског сликара Павла Симића.

## Пут ка патријаршијском престолу
Још док се налазио на месту управитеља Учитељске школе у Сомбору, Георгије Бранковић је после једанаест година брака обудовео, оставши са две кћери и једним сином. О његовом животу у периоду од 1866. до 1882. године историјски извори углавном ћуте. Зна се да је до 1872. године стајао на челу Учитељске школе, а налази се и у редовима посланика на српским народно-црквеним саборима. Без сумње, Бранковић је за све то време напредовао у црквеној хијерархији, јер 7/19. маја 1882. постаје члан Архијерејског синода. После свега четири дана обукао је црну монашку ризу, а 6/18. јуна бива произведен за архимандрита манастира Ковиља. Патријарх Герман Анђелић, епископ будимски Арсеније и епископ бачки Василијан посветили су 1/13. јула 1882. Георгија Бранковића за темишварског епископа. Епископску службу је вршио наредних осам година, оставши упамћен као учитељ правде и истине, учитељ мира, учитељ братске љубави и слоге. Искључиво његовим залагањем Темишварска епархија је добила свој епархијски фонд, у коме се до момента када Бранковић одлази на место патријарха (1890. године) налазило 15.000 форинти, а 1905. читавих 50.000 форинти Што је још важније, заслугом епископа Бранковића успостављен [је] у њој (Темишварској епархији-прим Р. Ж.) пређе поремећен законити поредак.
Дотадашњи патријарх Герман Анђелић умро је 26. новембра 1888. Постављен царевим указом, упркос чињеници да је на сабору 1881. добио свега дванаест гласова (насупрот њему, епископ будимски Арсеније Стојковић је задобио поверење чак педесет тројице саборских посланика). Анђелић је постао најжешћи противник народне странке и Светозара Милетића лично. Зато се од новог патријарха очекивало да својим ауторитетом измири српску световну и духовну елиту. Други, не мање значајан задатак, односио се на уређење црквених прилика за које су савременици говорили да се налазе у десператном стању, илуструјући то следећим примерима: Морално образовање народа јако је удаљило натраг. Богословија је у десператном стању. Манастири нису уређени. Нема дисциплине, нема довољно надзора, нема праве, снажне и свесне управе нигде. У тим тврдњама се ишло толико далеко, да је време у ком се бирао наследник Германа Анђелића проглашавано за најтеже и најсудбоносније од када су Срби под Арсенијем III Чарнојевићем дошли на те просторе.
Нови патријарх није није одмах изабран, јер се, по речима епископа Василијана, Аустроугарска плашила демонстрација, које су могле избити због обележавања петстогодишњице Косовског боја и стогодишњице француске револуције. Због тога је српски народно-црквени сабор тек 21. априла 1890. изабрано Георгија Бранковића (тридесет осам гласова), давши му предност у односу на епископа горњокарловачког Теофана Живковића (једанаест гласова) и епископа будимског Арсенија Стојковића (три гласа). Свог фаворита није имало осамнаест саборских посланика. Цар Франц Јозеф I потврдио је избор 24. априла, послушавши савете угарског министра-председника, министра богочасти и јавне наставе грофа Албина Чакија и бана Хрватске, Славоније и Далмације грофа Драгутина Кујен Хедерварија. Народне странке су у својим јавним гласилима поздравиле новог, законито изабраног патријарха. Слога није дуго потрајала, па су се народњаци убрзо свом жестином обрушили на патријарха Бранковића, оптужујући га за издају српске аутономије, не узимајући у обзир да је он према Мађарима, са којима је имао да се носи, одлучно бранио своја митрополитска и народна права.
На свечаности која је уприличена поводом устоличења новог патријарха, одржаној 29. априла у Саборној цркви у Сремским Карловцима, Георгије Бранковић је начелно изложио свој програм: Чисте руке у свему и свачему, јасна и отворена искреност у свакој радњи и предузећу, чврст карактер, добра воља и неуморна тежња за све оно, што се клони на добро, на корист и на унапређење свете православне цркве и школе и просвете, а у границама црквених и земаљских закона.

## На новој дужности (1890—1895)
| „ | Ви старешине, Ви поглавари светски и духовни, Ви очеви и матере, претходите потчињенима Вашима, домаћима и дечици Вашој, добрим и лепим овим хришћанским примером; иштите од свакога мира и благовољења, да буде данас радост наша општа и савршена! Не будите више робови злобе, зависти, пакости и увреде. Будите слободни, будите синови Божији и насљедници Божији! | ” |

Освећење камена темељца нове карловачке гимназије и богословије прво је што је Георгије Бранковић урадио као митрополит карловачки и патријарх српски. Потом је као председавајући 30. априла отворио прву седницу црквено-народног сабора. Том приликом су посланици изабрали саборски одбор и Одбор петнаесторице, којима је пало у задатак да припреме предлоге расправном одбору за организациони рад на пољу народно-црквене аутономије. Дошавши на место патријарха, Бранковић је истовремено постао члан угарског горњег (магнатског) дома, делимично заједничког угарско-хрватског Сабора и троједничког земаљског сабора, као и тајни царев саветник. Заклетву је положио 22. маја. У октобру је сазвао епархијску скупштину и на њој дао подстицај за оснивање епархијског фонда, којим би се трајно решило питање финансирања црквених општина. Започео је и дуготрајан посао усмерен на увођење реда у појединим манастирски управама. У новембру су отпочеле седнице Земаљског Сабора у Загребу, где после пријема код бана Кујен Хедерварија, учешће узима и српски патријарх. У првим годинама свог патријарховања Бранковић није пропустио ни једну прилику да затражи и буде примљен у превишњу аудијенцију код цара, задржавши такав обичај све до краја живота, старајући се да те посете увек иду у прилог добра и напретка српског народа, цркве и његовог културног живота. Током 1891. аудијенције су уприличене у Темишвару и Печују.
У првим годинама требало је решити и патријархово стамбено питање. Резиденција претходних српских патријарха у Сремским Карловцима постала је тесна и неадекватна, па је Георгије Бранковић 1892. године одлучио да сагради нову, поверивши тај посао архитекти Владимиру Николићу. Фонд у који су се сливала средства намењена подизању новог патријаршијског дома установљен је још у доба митрополита Стефана Стратимировића, који је приложио 50.000 форинти. Сума је до 1891. нарасла на више од 272.000 форинти, па се, након освећења темеља могло почети са градњом.
Једна од најкрупнијих заслуга патријарха Георгија је покретање „Српског Сиона“, недељног листа за црквено-просветне и аутономне потребе Српске православне митрополије карловачке. Значај оваквог гласила схватали су и претходни српски јерарси, али су сви њихови напори усмерени у том правцу углавном постајали узалудни због константне оскудице у новцу. Герман Анђелић је 1868. почео да издаје Беседу. Драгоцена због мноштва објављених извора за историју Срба у Хабзбуршкој монархији, није успела да претраје више од двадесет два броја. У периоду од 1884. до 1890. излазио је Глас истине и то два пута месечно. Захваљујући једино прегнућу Георгија Бранковића, ова тужна судбина је заобишла Српски Сион. Под уредништвом Саве Петровића 7. јануара 1890. изашао је први, а 7. августа 1908, када је уредник био Димитрије Руварац, и последњи број овог часописа. У склопу Српског Сиона излазио је службени део, испуњен званичним актима, духовне песме, посланице, црквене проповеди и беседе, чланци и расправе, живописи, читуље, белешке, огласи и стечајеви, прикази и препоруке књига и листова, итд. Одлуку о покретању листа за службене публикације, окружнице, едикте... донео је Свети архијерејски синод на седници одржаној 23. октобра 1890. Требало је да се издржава претплатом и огласима. Српски Сион је излазио једном недељно, а годишња претплата је износила четири форинте за Аустроугарску и Босну и Херцеговину, а пет форинти за стране земље. Први број је штампан у 2.500 примерака, подељен је свим српским православним црквеним општинама и парохијским звањима у архидијецези карловачкој. Велики догађај за Српски Сион представљао је долазак Димитрија Руварца на место уредника, који је започео систематско објављивање извора за историју карловачке митрополије. О одлучујућој улози патријарха Георгија за издавање Српског Сиона говори и податак да је часопис свог оснивача и покровитеља надживео само за годину дана. За време патријарха Георгија у карловачкој дијецези су покренута још два црквена листа: Богословски гласник од 1902. и Добри пастир 1905. у Пакрацу.
У првим годинама патријарховања пред Георгијем Бранковићем се нашао задатак да доврши двадесет година дуг рад на организацији српске аутономије. Место за такву делатност био је народно-црквени сабор. Окупљање посланика у 1892. години народ је дочекао са не малом радошћу, јер је био свестан катастрофалног стања у црквама и школама. Јавна гласила народних странака су уочи сабора отпочела жестоку кампању против црквених власти, оптужујући их за немар и представљајући их као једине виновнике недостатка дисциплине и реда у манастирима. Самом патријарху се спочитавало непријатељство према сабору, у чему је виђен узрок његовог двогодишњег несазивања. Српски Сион, часопис који је излазио са благословом Светог синода, давао је потпуно другачију слику ствари, по којој су црквени поглавари били једини истински браниоци аутономних права у земљама круне Светог Стефана. На отварању сабора патријарх је нагласио да ни један дотадашњи овакав скуп народних представника није имао толико важан и обиман материјал за расправу. Требало је једном за свагда уредити целокупну народно-црквену аутономију, и то доношењем црквеног устава, организовањем школа и других просветних институција, изгласавањем буџета за 1893. годину, увођењем пензионог фонда за удовице и сирочад, доношењем Правила службе свих органа народно-црквене аутономије, итд. На тај се начин желело превазићи дотадашње стање, за које је било карактеристично свеприсутно ограничавање аутономије од стране угарске владе. Предлог народно-црквеног устава примљен је за подлогу нове дебате 16. новембра, после десет дана расправе. Сабору Хрватске, Славоније и Далмације и Земаљској влади у Загребу су упућене две представке којима се тражи заштита српских вероисповедних школа. Сабор је 30. новембра одложен на неодређено време, јер су патријархове молбе за одобрење новог сазивања одбијене како 1893, тако и 1894. године, са образложењем да се то чини наводно само зато што нису измирени сви пређашњи саборски трошкови. Прави узроци су били много озбиљнији, и садржавали су се у намерама угарске владе да што је више могуће ограниче српску аутономију и онемогући институционално противљење Срба тада актуелним црквено-политичким реформама.
Сабор из 1892. је под председништвом патријарха Георгија донео одлуку о оснивању Мировинског фонда за удовице и сиротну децу српског православног световног свештенства у српској митрополији карловачкој. Уплате, не мање од 200, а не више од 600 форинти, могли су да изврше сви свештеници, професори богословије свештеничког реда, вероучитељи, душепопечитељи и свршени клирици (кандидати за свештенички чин). Други корак да се свештеничка делатност учини ефикаснијом, начињен је у новембру 1893, када су донета Правила за Свештеничко удружење. Међутим, ова институција није заживела, пошто је изостала превишња потврда из Беча.
Залагањем патријарха Георгија у манастиру Хопову је 1893. основана монашка школа, где су монаси изучавали световне, економске и пре свега богословске предмете. Ова школа је затворена после шест година, добивши замену у Манастирском семинару у Сремским Карловцима. Исте године је патријарх одржао парастос и у зиду капеле манастира Раковца похранио кости митрополита београдско-карловачког Вићентија Јовановића, које су тада, после читавих 150 година нашле вечни мир. Напоран патријархов рад у 1893. години крунисан је орденом гвоздене круне првог степена, даром цара Франца Јозефа.
У наредне две године напори патријарха Георгија били су усмерени на одбијање два агресивна напада на српску народно-црквену аутономију. Наиме, Доњи и Горњи дом државног угарског Сабора започели су 1894. обликовање црквено-политичких реформи. Садржане у одлукама о увођењу грађанског брака, државних матичних књига рођених, венчаних и умрлих, те у питању о вери деце из мешовитих бракова, оне су окарактерисане не само као крњење аутономних права, већ и као удар на саму догму православља. Не би били занемарљиви ни новчани губици српских црквених општина. Срби су протестовали на зборовима у Новом Саду, Сентомашу (Србобрану), Кули, Великој Кикинди, Старом Бечеју, Молу, Сенти, итд, а талас незадовољства се проширио чак до Срема, Хрватске и Славоније. Није изостала ни патријархова реакција. У Сремске Карловце се 7. априла 1894. слило око 15.000 душа, од чега чак двеста свештеника. Став народа био је јасан, па је патријарху остајало да се што боље припреми за дебату у Горњем дому угарског Сабора. Када је 26. априла затражио реч, његово излагање се базирало на чињеници да брак има одлику свете тајне, и да га као таквог цивилне власти не могу озаконити. Њихово мешање назвао је ударом на слободу вероисповести. Није заборавио да истакне спецификум грчко-источне српске митрополије, чија је духовна управа превазилазила угарске границе и протезала се на Хрватску и Славонију, где закон о грађанском браку не би важио, па би наступила, како је патријарх истакао, ни мање ни више него раскол. Законски предлог није успео да на гласању 28. априла добије потребну већину, пошто су и представници католичког клера били противни његовом усвајању. Без обзира на то, грађански брак је после извесног времена озакоњен, па не чуди патријархово обраћање цару у септембру 1894, у коме истиче да се српски народ налази у стању великог незадовољства.
Други насртај на српска аутономна права извршио је угарски министар-председник барон Банфија 1895, желећи да противно Георгијевој вољи постави др Емилијана Радића за будимског епископа. С тим циљем је код цара испословао сазивање Светог архијерејсог синода. Патријарх се таквом облику мешања успротивио приликом отварања Синода 18. септембра. Настојања барона Банфија нису уродила плодом. Емилијан Радић није постао епископ, али је постао један од најљућих патријархових непријатеља, жестоко га оптужујући за разне проневере. Радић у томе није био усамљен-присталице радикала, окупљени око страначког гласила Застава, испаљивали су своје отровне стреле на патријархову личност. У овом одијуму чије се трајање протегло све до смрти Георгија Бранковића, учешће су узели и Јаша Томић, Стеван Јовић Крунислав, уредник часописа Стража и Јован Грујић Јота, уредник Српског народа. Корени овог сукоба су много старији и неупоредиво озбиљнији, а леже у борби црквене јерархије и народних странака за превласт на српским народно-црквеним саборима. Што се тиче поменутих проневера, Димитрије Руварац је 1924. објавио књигу Парница Саборског одбора против наследника патријарха Георгија Бранковића ради неприпадног обогаћења патријархова на штету српских народно-црквених фондова, где веома исцрпно и систематично указује на сав бесмисао оптужби за несавесно руковање црквеним фондовима, које су годинама притискале и унесрећивале старог патријарха.

## На прелому два века (1896—1900)
Несугласице се угарским министром-председником су се наставиле и током 1896. На патријархов захтев да се Синод одржи 25. фебруара није стигао владин одговор, па је састанак одложен до 5. маја. Барон Банфи је зарад превазилажења очигледне кризе 14. марта 1896. сазвао конференцију којој су присуствовали министар просвете Влашић, хрватски бан Куен Хедервари, патријарх Георгије са својим секретаром др Лазом Секулићем, скоро сви српски посланици у угарском сабору и многи други. Банфи је поставио питање да ли сабор може да донесе један јединствен статут којим ће бити обухваћени сви аспекти српске аутономије. Срби су инсистирали да сами, без икаквог октроисања реше та питања, предлажући угледање на румунски модел аутономије. Међутим, угарска влада није имала слуха за такве захтеве, па су изостали иоле озбиљнији закључци. Доказ томе је и поновно одбијење патријархове молбе да се сабор одржи 1896. Ионако тешку ситуацију угарски премијер је додатно компликовао, инсистирајући на бесмисленим стварима, као што је нпр. захтев да му се записници саборског одбора шаљу преведени на мађарски језик. На срећу, међу највишим угарским званичницима је било и неколико добрих патријархових пријатеља. Тако су Фехервари, министар и најстарији витез војничког ордена Марије Терезије, Федор барон Николић и бан Куен Хедервари увек и на сваком месту штитили интегритет Георгијеве личности. Патријарх није имао невоља само са странцима, већ и са припадницима сопственог народа. Резултати Бранковићевих покушаја да помири црквене великодостојнике и народне странке били су минорни, јер су се радикалски атаци на патријархову личност наставили, изгубивши и последњу дозу објективности и доброг укуса.
Дозвола за одржавање народно-црквеног сабора је стигла 1897. Припреме су се поклопиле са изборном кампањом народних странака, које нису презале да за плачевно стање народно-црквене аутономије, поред угарске владе, кривицу свале и на епископат, па и на самог патријарха. Сазван у таквим околностима, Сабор се најпре морао позабавити народном просветом, која је све више измицала из српских руку и падала под утицај угарских државних власти. Са друге стране, влада је очекивала да сабор напокон донесе народно-црквени устав. Како је већина посланика избегавала да се изјасни по овом питању, оправдано страхујући да ће угарска власт то искористити за нова ограничења на аутономном пољу, краљевски повереник је 15. јула прекинуо бесплодна заседања. Патријарх Георгије је био присталица доношења устава, па је одлука саборске већине за њега представљала још једно разочарење у низу.
Сатисфакција је долазила са друге стране. Становници велике шокачке црквене општине Сантова изразили су 1899. године жељу да колективно пређу у православну веру. Тим поводом су од патријарха добили пригодну архипастирску посланицу, а да би их учврстио у намери која је представљала преседан у односима католика и православаца на тим просторима, купио је кућу и земљу на којој су подигнуте школа и црква и поклонио их Сантовљанима.
На Видовдан 1900. су се у Сремским Карловцима прослављала два јубилеја-седамдесети рођендан и десетогодишњица патријарховања Георгија Бранковића. Том приликом је слављеник освештао место на коме ће нешто касније бити саграђен богословски семинар. На свечаности су у част поглавара српске православне цркве у Аустроугарској чланови хора богословске омладине отпевали њему посвећену химну.

## Последње године (1901—1907)
У лето 1901. савременици бележе бројне активности патријарха Георгија. Тако је 13. јуна извршио освећење темеља народног дома, предвиђеног да се у њему одржавају седнице народно-црквених сабора и сместе све митрополијске са управом народноцрквених фондова, библиотеком и музејом. Само десет дана касније освећен је и обновљени храм Светог Николаја у манастиру Гргетегу, којим је управљао отац српске критичке историографије, архимандрит Иларион Руварац. На овом месту може се опазити коренита промена у ставу монаштва према Георгију Бранковићу. С почетка неповерљиви према човеку који је долазио из редова белог свештенства, почели су на њега да гледају као на највећег заштитника српских манастира. По речима архимандрита Руварца, за првих једанаест година Георгијеве управе српском митрополијом карловачком, обновљени су готово сви фрушкогорски манастири (Хопово, Крушедол, Велика Ремета, Шишатовац, Беочин, Кувеждин, Бешеново и Врдник). Такав напор у очувању и унутрашњем уређивању манастира није учинио ни један дотадашњи митрополит-патријарх. Ни у овој години није изостало признање патријарховом минулом раду-Александар Обреновић му је 16. јула послао орден Белог орла првог степена, највише српско одликовање. Ипак, највећи успех је уследио у месецу децембру, када је саборски одбор примио извештај о окончању радова на изградњи српског православног богословског Семинара.
Требало је да прође читавих пет година да би се поново састао народно-црквени сабор (1897—1902). На изборима за овај сабор радикали су, отворено кокетирајући са угарским властима, добили највише мандата. Желећи стишавање страначких размирица и усмеравање енергије у правцу народног бољитка, патријарх Георгије је 30. маја на отварању истакао како посланицима треба да је пред очима целина, а не део; цела црква и цео народ, а не једна странка. Ни овога пута његове речи нису пале на плодно тле, јер док је саборска мањина од цара тражила заштиту од непрекидног кидисања на народно-црквену аутономију, радикали су, по мишљењу сведока тих времена, понизили сабор до просте регистратуре онога, што преда њ дође дозволом безусловно благонаклоне владе.
И поред свих недаћа, постизан је известан напредак у појединим областима живота Срба у Аустроугарској, углавном заслугом патријарха Георгија. Пример је драгоцена заоставштина Саве Текелије, која 1902. прелази из надлежности Будимпештанске српске православне црквене општине под управу Патроната, на чијем се челу налазио митрополит карловачки и патријарх српски. Георгије је недуго после тога стао у заштиту верске наставе на српском језику, одбивши представку професорског збора државних гимназија у Темишвару, којом се захтевало да веронаука православне вероисповести буде у угарским државним средњим школама предавана на мађарском језику.
Током 1904. и 1905. године су појачане активности српске јерархије са циљем да се доношењем једног закона уреде интерконфесионалне прилике у Краљевини Хрватској и Славонији. На седници Српског саборског клуба у Загребу патријарха Георгија је представљао епископ Михаило Грујић. Хрватској влади, од које је добијено обећање да ће израдити тражени закон, упутили су захтев за активним учешћем представника српског народа у писању тог правног акта.
У животу патријарха Георгија Бранковића, али и целе карловачке митрополије и српске патријаршије 1905. године је имала посебну симболику. Тада је тај духовни пастир српски прославио заиста фасцинантан јубилеј-педесет година свештеничке службе. У Сремским Карловцима је формиран Одбор задужен за организацију централне прославе, а председавао му је ректор карловачког богословског училишта, прота ставрофор Јован Вучковић. Цар је патријарха одликовао високим витешким орденом, Великим крстом Леополдовог реда, и на тај начин му одао признање за добра учињена држави и кући Хабзбурга. Мирон Николић, најстарији епископ, предао му је белу камилавку, знак највише црквене власти, исту онакву какву је, по једној руској легенди, цар Константин Велики дао папи Силвестеру. Сомборци су га прогласили за почасног становника града у коме је започео своју плодну духовничку каријеру. Честитке су стизале са свих страна-од највиших државних и аутономних власти, војске, монаштва и световног свештенства, просветних завода, различитих удружења, угледних појединаца, итд. Ипак, највеће признање свом патријарху исказао је српски народ, који је испунио све кутке карловачких улица, претесних да тога 5. децембра приме све оне који су желели да присуствују свечаности. У спомен на свој велики јубилеј патријарх је основао Проповедничку закладу и у исту приложио 20.000 круна, а карловачкој катедралној цркви даровао звоно вредно 13.500 круна.

## У служби цркве, просвете, културе и уметности (1890—1907)
Српска повесница свакојако ће забележити крупним словима да смо живели у кобном добу; па нека уз то забележи светлим словима да смо томе добу били дорасли.— Патријарх Георгије Бранковић
Значај постојања српских народних основних и других школа схватали су сви српски митрополити и патријарси у Хабзбуршкој монархији, почев од Арсенија III Чарнојевића. За Георгија Бранковића се поуздано може рећи да је на том пољу учинио више од свих својих претходника. Стање које је затекао приликом ступања на патријаршијски престо тешко да је било коме могло уливати оптимизам. После развојачења Војне крајине 1871. донет је нови закон за школе у преосталој Хрватско-славонској и Банатској крајини, по коме су чисто комуналне школе добиле право првенства над конфесионалним школама. У пракси је то за српске аутономне власти значило губитак јурисдикције над око 200 основних школа. Уколико би поред комуналне нека црквена општина желела да има конфесионалну школу, морала је да се прихвати финансирања и једне и друге. Из овога се јасно види у каквој је осеци могло да буде основно образовање на српском језику. Три деценије после првог великог удара, сличан сценарио је сачекао и Георгија Бранковића. Речју, законски чланак бр. XXVI угарског сабора из 1893. прописао је суму од 300-400 форинти за минималну учитељску плату. Оне општине које то себи нису могле да приуште, добијале су помоћ од државе, али су истовремено губиле право да самостално бирају и смењују учитеље. Тиме су Срби у септембру 1893. остали без још 55 својих школа, оставши на цифри од 413 народних основних школа са око 30.000 ученика. Ваља напоменути да је 1889/1890. у карловачкој дијецези постојало само седам српских вероисповедних школа-у Земуну, Митровици, Сремским Карловцима, Черевићу, Беочину, Осијеку и Винковцима.
Један од првих потеза којим је патријарх Георгије покушао да подигне на ноге српске народне и вероисповедне школе, било је оснивање Фонда Св. Саве, у који је као први прилог 14. јануара 1894. уплатио 20.000 круна. Међу донаторима проналазимо српску православну црквену општину Нови Сад, управни одбор Матице српске, Сомбор, Велику Кикинду, итд. Ипак, чини се да патријарх није био задовољан одзивом, пошто добар део своје Божићне посланице за 1895. посвећује питању новооснованог фонда, позивајући народ на уплату, како се не би десило да српско школство остане сироче и да нам наочиглед пропадне. Било како било, у Фонду Св. Саве се 1905. налазило 130.000 круна, чему треба додати и завештање Ђорђа Ф. Недељковића у висини од 20.000 круна.
Српски патријарси су доласком на чело цркве добијали знатне поседе. Тако се Георгије Бранковић користио даљским властелинством (7.000 становника и 2.800 јутара земље), острвима Жива и Ковиљ, резиденцијама у Карловцима и Даљу, баштама, виноградима и воћњацима у Карловцима, славонским и прекосавским десетком, кнез-дукатом, еквивалентима за добро Нерадин и пустаром Банковци. Већ на почетку његове управе карловачком дијецезом видљива је одлучност да своју не малу имовину стави у службу црквеног и просветног напретка. 
Родном Кулпину је поклонио 30 јутара земље вредне око 20.000 круна, чија је намена била финансирање изградње и издржавање српске женске вероисповедне школе, изграђене од 10.200 круна које су такође биле дотиране од стране патријарха у ову сврху. За подизање школске зграде у Баји издвојио је 7000, а за ону у Белом Брду 16.000 круна. Зграду је поклонио и српској вероисповедној школи у Даљу, чија је вредност надмашила све друге, достигавши износ од 60.000 круна.
Као председник Школског Савета улагао је напоре да се оснује стручно-педагошка библиотека, музеји са училима при учитељским школама, да се поново покрене Школски лист који је био званични орган Школског Савета и средство за едукацију учитеља, да се издавање и састављање школских књига монополизује, уреде више девојачке школе, итд. Није пропустио да званичном представком Угарском заступничком дому најоштрије негодује против одлука министра просвете, којима је остављена могућност угарским властима да затварају српске вероисповедне школе и да захтевају све већи уплив мађарског језика у српски школски систем.
За подизање нове зграде Препарандије у Сомбору, Георгије је 1895. издвојио укупно 80.000 круна-14.000 за земљиште и 66.000 за објекат. У Карловачку гимназију је довео наставнике за црквено и хармонијско певање и за гимнастику. Помогао је изградњу новосадске, а осталим гимназијама је дотирао укупно 4.000 круна. На име чланарине у Матици српској уплатио је 900 форинти за себе лично, и по 100 форинти за ученике и наставнике карловачке богословије, карловачке и новосадске гимназије и препарандија у Сомбору, Горњим Карловцима и Пакрацу. Изборио се и за царску уредбу о оснивању пензионог фонда за наставнике српских средњих школа.
Светло место у патријарховом црквено-просветном раду представља оснивање монашке школе у манастиру Хопову. Налог за тај подухват издао је 10. маја 1893. свим игуманима српских манастира у карловачкој митрополији. Освећење школе збило се 12. децембра, а настава је почела већ сутрадан, са три професора и дванаест ученика, који је у току четири године требало да изучавају богословске, економске и друге, необавезне предмете. Надгледање рада и председништво на годишњим испитима преузео је на себе патријарх лично, док је место управитеља било поверено хоповском архимандриту Митрофану Шевићу. Упркос свим напорима, ова толико потребна просветна установа укинута је већ 1898/1899. године. На Георгијеву иницијативу настојатељи су наредне године донели решење о подизању зграде у којој би учило двадесет сиромашних ђака из свих крајева митрополије. Земљиште вредно 7.000 круна приложио је патријарх, а за 36.000 круна изграђено је и школске 1904/1905. ушло у употребу ново здање монашке школе у Сремским Карловцима. О резултатима рада монашке школе блаженопочивши епископ шумадијски Сава Вуковић је писао: Импозантним бројем учених монаха, који су своје студије завршавали у руским духовним академијама у Черновицама и Атини, могла би се поносити и много већа аутокефална, односно аутономна црква.
Од 1765. када је епископ бачки Мојсије Путник основао богословску школу у Новом Саду и тиме започео дуг и трновит пут ка стварању училишта за високо образовање богослова, па до момента када се та идеја реализовала, прошло је чак 130 година. Наиме, тада је патријарх Георгије приложио огромну суму од 200.000 круна за подизање троспратне зграде са сутереном, у којој је смештена карловачка богословија. Темељи богословског семинара су положени на Видовдан 1900. године. За његово издржавање издејствовано је од цара преусмерење трећине новца из задужбине Саве Текелије, првобитно намењене православном српском семинару у Араду. Статут о устројству православног српског богословског семинара у Карловцима донет је у децембру 1905. на Светом архијерејском синоду карловачке митрополије. Истом приликом се одлучивало и о слању свршених богослова у свеучилиште у Будимпешти ради наставка школовања. На месту ректора богословије се налазио прота Јован Вучковић. Полазника прве године било је двадесет пет, од којих је њих једанаест исту годину завршило са одличним успехом.
Својеврсним и то не малим доприносом унапређењу просветног, али и културног живота у Срба уопште, може се сматрати оснивање Српске манастирске штампарије у Сремским Карловцима. Одлуку су заједнички донели сви настојатељи манастира, истог дана (10. маја 1893) када се одлучивало и о оснивању монашке школе. За 13.250 форинти су је купили архимандрити Гргетега и Беочина, Иларион Руварац и Платон Телечки, док су остали, у складу са величином манастирских поседа, приложили унапред одређену своту новца. Штампарија је до 1895. остала у Новом Саду, да би 28. јуна била пренета у Карловце и тамо освећена. Сав приход остварен од штампарске делатности употребљен је на културно-просветне и црквено-просветне циљеве. Српска манастирска штампарија је радила све до Другог светског рата.
Патријаршијска библиотека је залагањем Георгија Бранковића добила сталног библиотекара са платом од 800 круна и уређени саборски и патријаршијски архив.
Спектар меценатства старог патријарха био је широк и протезао се на многа и различита културна и уметничка подручја. Листу Бранково коло је помогао прилогом од 2.000 круна. Свом изгледа омиљеном историчару, проти Димитрију Руварцу је са 200 круна омогућио штампање прилога за историју српских школа, а касније му даје још 1.200 круна за публиковање Постанка и развитка наше црквено-народне автономије. У Шематизму истог аутора, изашлом 1900. године уз штедру патријархову помоћ, налазе се подаци о броју становника, кућа, вероисповедних школа, школске деце, свештенства, просветних завода... у митрополији карловачкој. Женским задругама у Сомбору, Земуну, Карловцима, Даљу, Осијеку, Пакрацу и Кикинди патријарх је даривао 2.000 круна. Приписује му се и заслуга за увођење пчеларства у свим фрушкогорским манастирима, а зна се да је новчану потпору давао и листу Српски пчелар, што видимо из захвалнице која је патријарху упућена поводом прославе педесетогодишњице свештеничке службе. Као врховни патрон женске задруге Свете мајке Ангелине у Будимпешти, задужбине Лазара Дунђерског, патријарх је овом друштву, у спомен на своју покојну супругу, годишње давао 3.200 круна за закуп просторија. Српском православном свештеничком конвикту, дому ученика велике гимназије и задужбини браће Стевана и Германа Анђелића, поклонио је намештај вредан 5.000 круна. Тестаментом је Српској православној цркви и српском женском друштву у Сомбору оставио по 5.000 форинти. Љубав према уметности показао је купивши за патријаршијски дом од Паје Јовановића слику Сеоба Срба.
Уз напомену да се овим набрајањем не исцрпљује списак ктиторства Георгија Бранковића, наводимо рачун професора Георгија Магарашевића, по коме је патријарх из своје касе за школу, књигу и уметност укупно издвојио 426.990 круна, а за цркву 110.432 круне, сврставши се тако у ред највећих добротвора које је српски народ имао у току свог постојања на просторима Хабзбуршке монархије.

## Закључак
Дубоко зашавши у осму деценију живота, патријарх Георгије Бранковић је био ванредно здрав човек, и телесно и умно врло добро очуван, а уз необичну одлучност (никако тврдоглавост!) нарочито је имао и јаке живце. Први знаци побољевања појавили су се 1904, када му се на телу јавља неко непријатно црвенило, а кожа почиње да се перута. Мучила га је и реума, а у последњем писму, упућеном ћерки и зету 5. јула 1907. пише како су му отекле ноге и како због те непријатности мора да одложи неке текуће обавезе. И тада, на само пар дана пре смрти, кроз сваку његову реч провејава оптимизам, који га је пратио и био једна од основних његових особина током читавог живота.
Умро је 17. јула 1907. у Сремским Карловцима од инфекције у ногама, као последице тромбозе. Сахрањен је у Световаведењском храму.
Од троје деце надживела га је једино ћерка Милана, која је била удата за др Милана Максимовића, управитеља патријархових имања у Даљу, са којим је имала сина Лазу и ћерку Верицу. Сачувана је обимна преписка Милана Максимовића и патријарха Георгија из периода 1899-1907.
Многобројна дела су надживела свог творца. Најважнији је немерљиви допринос напретку српске цркве и просвете у Аустроугарској. Такође, захваљујући Георгију Бранковићу, Сремски Карловци су потпуно променили своју физиономију, поставши можда и најлепше српско насеље у читавој Хабзбуршкој монархији. Достигнућа на пољу народно-црквене аутономије била су већ знатно скромнија, али је Бранковићева кривица за то била минимална. Главне узроке незавидном положају максимално скучене и октроисане аутономије треба тражити у јаловим међустраначким борбама, у којима је српска политичка елита, забављена бесциљним главињањем и имагинарним оптужбама на патријархов рачун, расипала драгоцену енергију потребну за рад на народном бољитку.

## Занимљивости
Први број српског сатиричног листа Врач погађач, поред Јевреја, није поштедео у критици ни највише српске црквене јерархе. Тако је у тексту под називом Различице написано да је разлика између бившег патријарха Германа и тадашњег Георгија Бранковића у томе што је први братољубац, а други родољубац. Герман је даљским приходима помогао само свог брата, а Георгије помаже сав род свој. Своје рођаке је обасипао не само даљским приходима, него и многим другим народним приходима и стипендијама.

## Галерија
- Фрања Биланић - Георгије Бранковић, патријарх српски, уље на платну, 1892, Галерија Матице српске, Нови Сад
- Портрет патријарха Бранковића, непознати аутор, уље на платну, 1905.
- Портрет патријарха Бранковића, непознати аутор, уље на платну, рани XX век
- Феодор Буткевич - Георгије Бранковић, патријарх српски, уље на платну, 1897.